# タイ王国陸軍

タイ王国陸軍の軍旗

タイ王国陸軍（タイおうこくりくぐん、Royal Thai Army, กองทัพบก）とは、タイにおける陸軍である。

## 歴史
1874年創設。

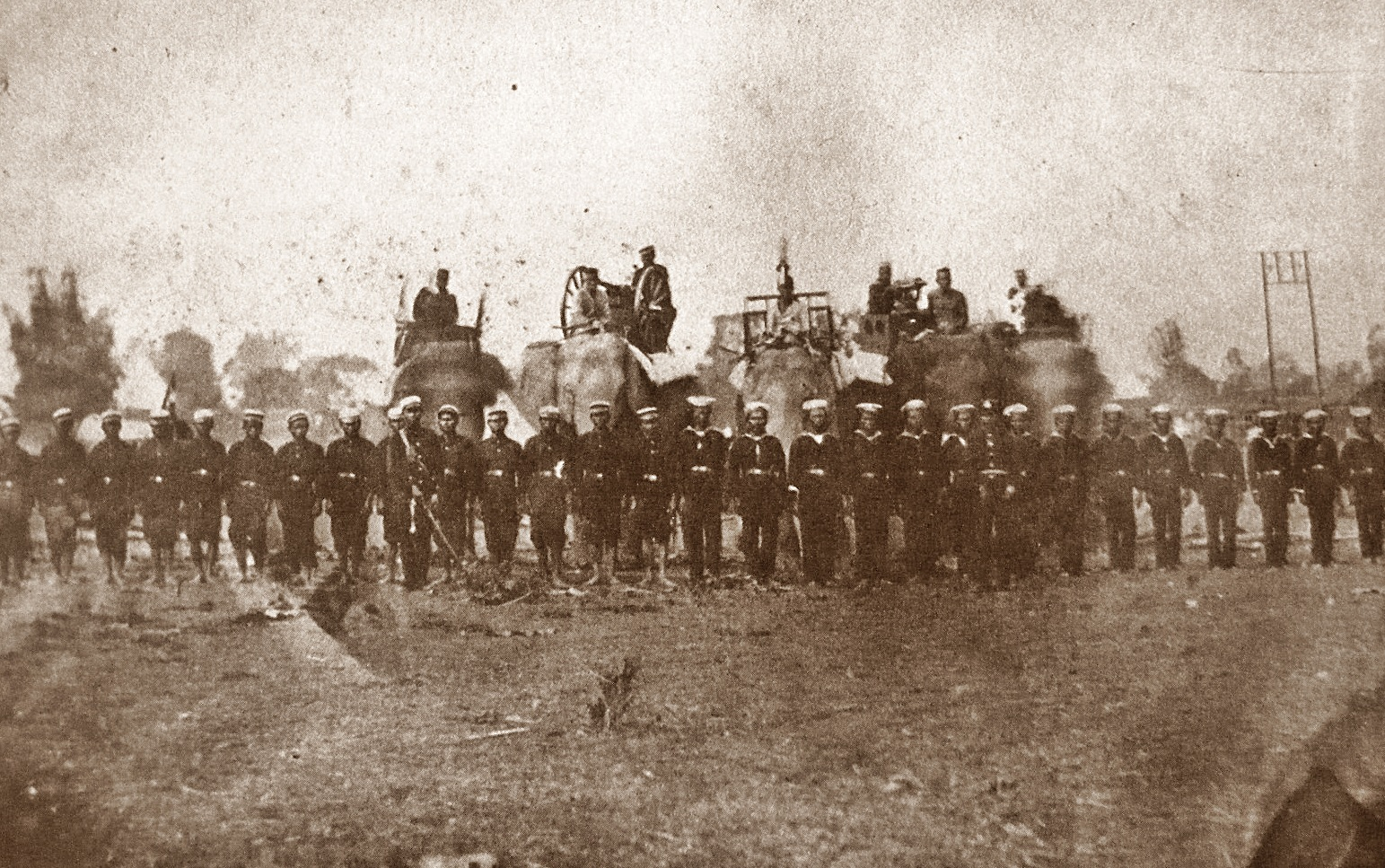
タイ陸軍の騎兵（1895年）

タイ陸軍の歴史は軍事面よりも、その著しい政治色で知られる。また、国王が統帥するタイ王国軍の名目上のトップは国軍最高司令官であるが、事実上のトップは陸軍司令官である。
ラーマ5世（チュラーロンコーン）によるチャクリー改革の後、タイの軍隊は西洋の侵略に備え、国費が大きくつぎ込まれるようになった。これは、タイの軍隊のエリート化を生んだ。
軍隊の内、陸軍は1912年の反乱をはじめ、数々のクーデターを起こした（タイにおける政変一覧）。1932年の立憲革命ではプリーディー・パノムヨン率いる文民グループと共に、陸軍を代表するプラヤー・パホンポンパユハセーナー、プレーク・ピブーンソンクラーム、プラヤー・ソンスラデートらが立憲革命の主体であった人民党に参加している。後にパホンはプラヤー・マノーパコーンニティターダー文民政権に対して革命を起こし、陸軍最初の全盛期を迎える。
第二次世界大戦後は文民政権が主流となるが、1947年にピブーンが政権に返り咲いたことをきっかけとして、陸軍による政権が復活した。1951年に、海軍によってマンハッタン号事件が起こされるが、海軍はクーデターに失敗し、さらにピブーンによって勢力をそがれたため、海軍は政治の舞台から消えることとなった。
その後のピブーン政権下では、パオ・シーヤーノン率いる警察勢力とサリット・タナラット率いる陸軍勢力が勢力を二分したが、1957年にサリットがクーデターを起こし、警察勢力を一掃した。
この間、国営企業が多数設置され、陸軍の将校が要職に据えられたため、ピブーンによる陸軍将校の懐柔が進んだといわれるが、一方で軍人と企業家との癒着も強まったといわれる。

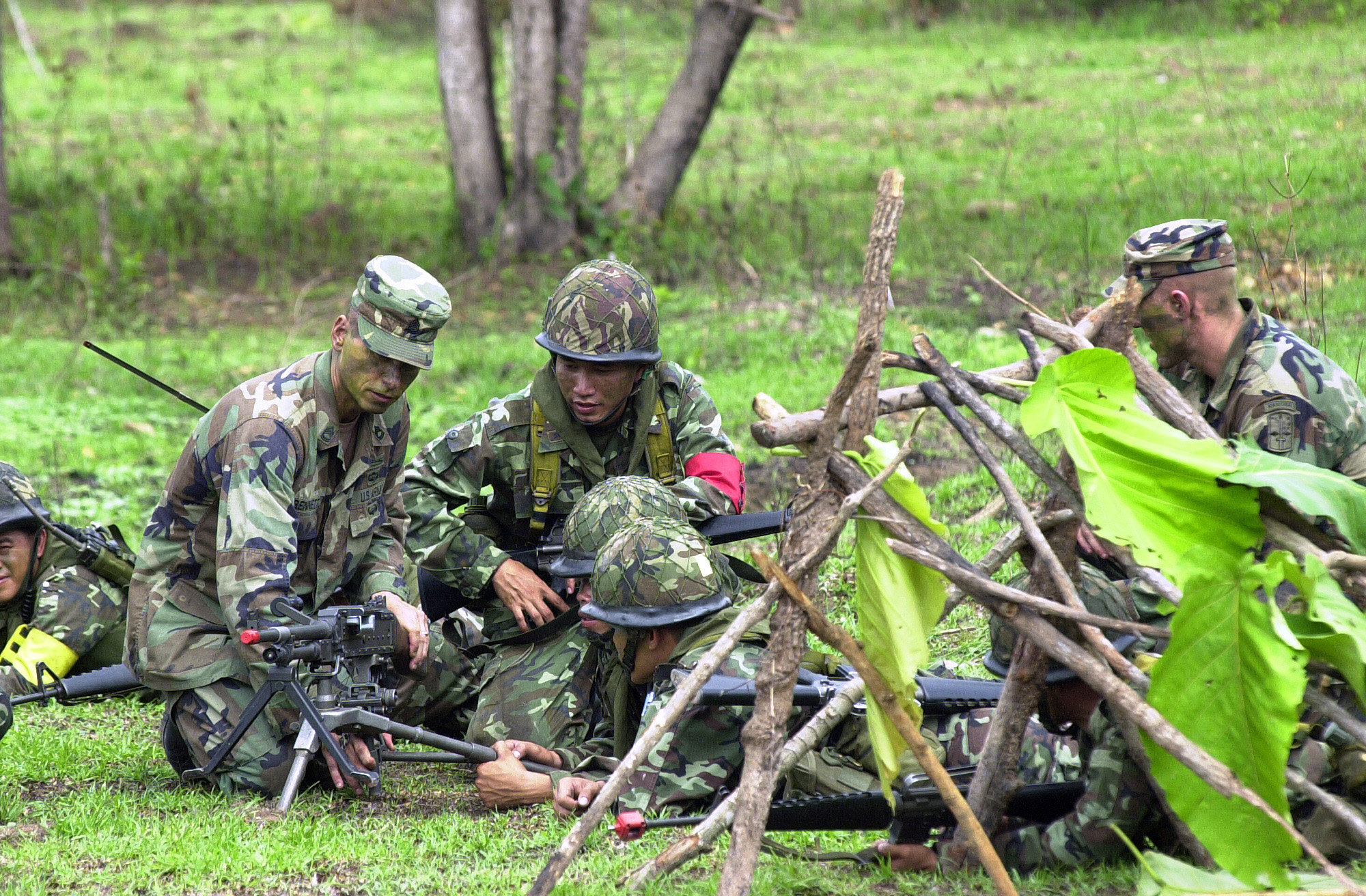
「コブラ・ゴールド2001」においてアメリカ陸軍の兵士（パトロールキャップを着用）と共同で訓練を行うタイ陸軍兵士（ヘルメットを着用）

1957年のクーデター以後、陸軍と文民による政権交代が続いたが、総じて政治的立場は陸軍に有利であった。その原因は、インドシナ共産党に唯一対抗できるのは、陸軍であるとの考え方が、世論の大勢を占めていたためであるといわれている。
1970年3月17日、タイはラオス内戦に介入を開始。同年3月21日、ラオス政府軍を支援していた砲兵大隊がラオス北部のサムトン付近でパテト・ラオと交戦し、多数の死傷者を出した。なお、この時点でタイはラオスへの派兵を否定しており国際問題化は回避された。その後も陸軍はアメリカを含む反共勢力の拠点であったロンチェンの防衛を支援するために二個大隊を空路で派遣。1971年末から1972年には北ベトナム軍と交戦して多数の犠牲者を出した。
しかし、ベトナム戦争が終結してインドシナ情勢が比較的安定化、1980年後半からは外国からの投資が増えると、財界の陸軍離れが顕著になった。
1991年のスチンダー政権と、元バンコク都知事のチャムロン・シームアンの衝突では陸軍派のスチンダーが実質的に敗北し、陸軍勢力の政治的影響力の衰退が顕著になり、タクシン・シナワットやアピラック・コーサヨーティンに代表されるような企業政治家が台頭するようになった。しかしながら、現在でも政治家にとって陸軍は政権安定の「鬼門」であり、タクシンが陸軍司令官にいとこを配置したのも、陸軍勢力の牽制が目的であったと言われる。
慣例的に、陸軍司令官には仏教徒が就任してきたが、2005年10月1日にソンティ・ブンヤラットカリン大将が陸軍司令官に就任し、初のイスラム教徒司令官が誕生した。
2006年9月20日、ソンティ陸軍司令官を中心とする「民主改革評議会」がクーデターを起こしてタイ全土を掌握した。憲法および憲法裁判所と上下議会は停止され、ラーマ9世を評議会の議長に、また、ソンティ司令官を暫定首相に据えた暫定政権が発足した。ソンティ暫定首相は国民にできるだけ早く主権を返還するとして暫定政権を発足させた。民政移管後も政治勢力としての影響力をほぼ回復している。
2025年7月24日、国境付近の寺院をめぐりカンボジア軍と交戦状態に陥る。タイ側はロケット弾の発射やドローンによる爆発物の投下を行った。

## 組織

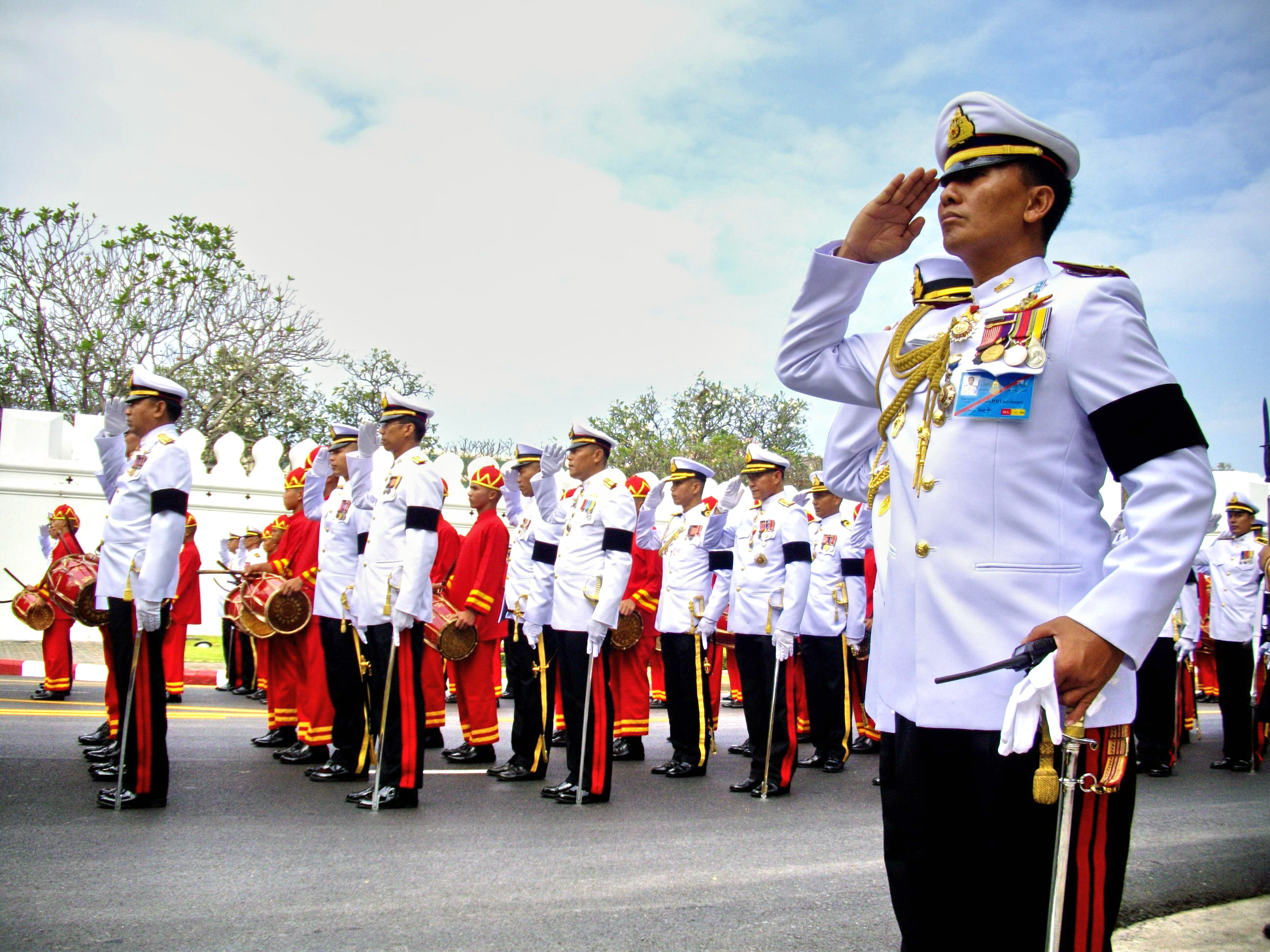
式典における礼服姿のタイ陸軍兵士

タイ陸軍は国防省の国軍最高司令部（Royal Thai Armed Forces Headquarters, กองบัญชาการกองทัพไทย）の下位組織である。
陸軍司令部
司令部の命令系統は以下のようになっている。
- 陸軍司令官（英語版）（Commander of the Royal Thai Army, ผู้บัญชาการทหารบกไทย）（1人）→陸軍副司令官（1人）→陸軍司令官補（2人）→参謀長（1人）（ここまでの5人が五虎と呼ばれる）→副参謀長（2人）→参謀長補（5名）

また、参謀長補5名は以下の組織を管轄する
- 人事局
- 情報局
- 作戦局
- 戦務局
- 兵站局

実戦部隊

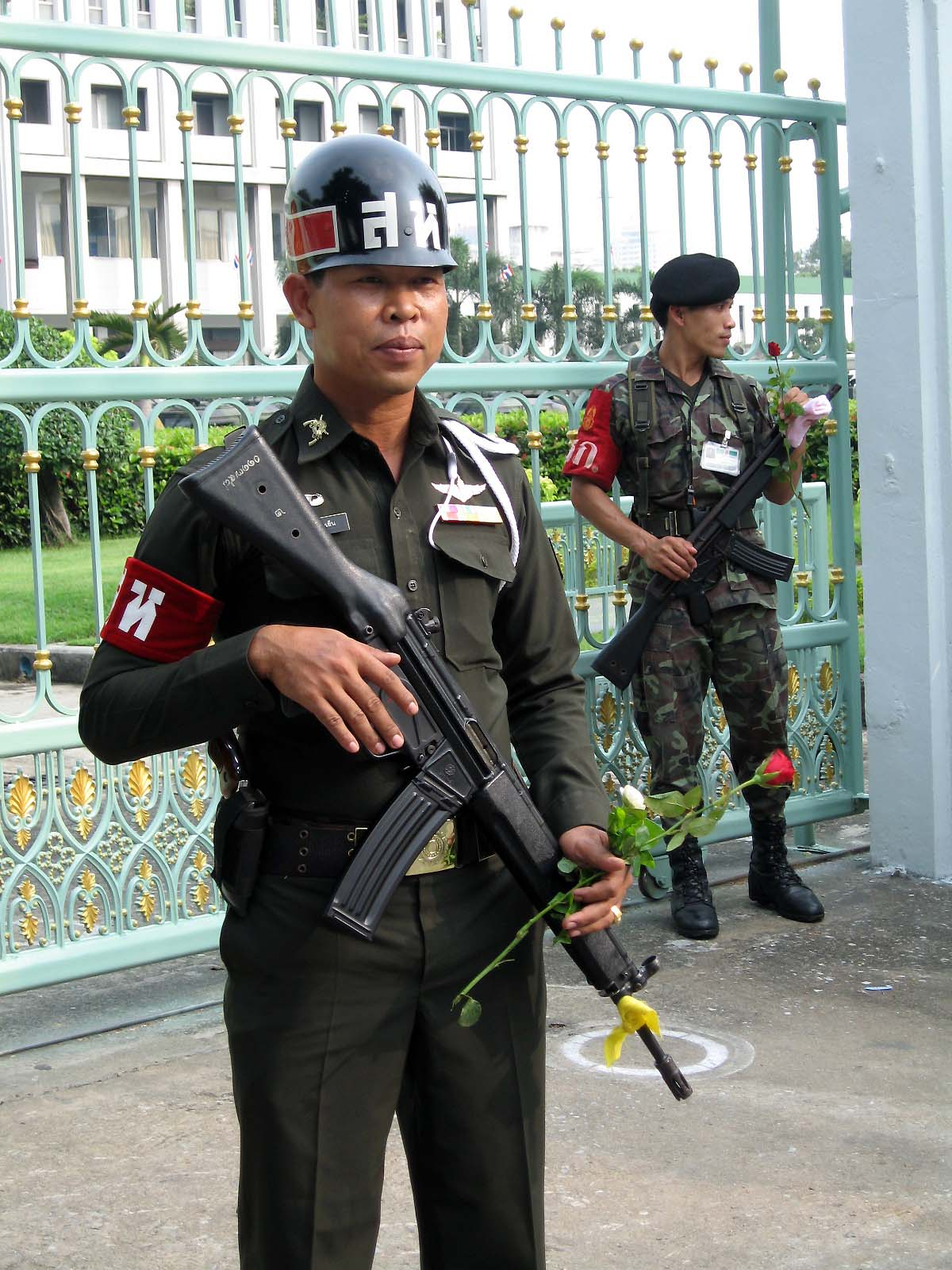
バンコク都内におけるタイ陸軍の憲兵

実戦部隊は4つの軍管区と特殊作戦部隊および陸軍直属部隊に分かれる。
- 第1軍管区（タイ語版）（中部管轄、司令部：バンコク）
  - 第1師団（英語版）（近衛部隊、バンコク、ロッブリーなどに基地）
  - 第2歩兵師団（タイ語版）（近衛部隊、プラーチーンブリー、チョンブリーなどに基地）
  - 第9歩兵師団（英語版）（カーンチャナブリー）
  - 第11歩兵師団
  - 第2騎兵師団（近衛部隊、バンコク）
  - 野戦砲兵師団
  - 第1開発師団

- 第2軍管区（タイ語版）（東北部管轄、司令部：ナコーンラーチャシーマー）
  - 第3歩兵師団（ナコーンラーチャシーマーなどに基地）
  - 第6歩兵師団（ローイエット、ウボンラーチャターニーなどに基地）
  - 第12歩兵師団
  - 第2開発師団
  - 第3野戦砲兵連隊

- 第3軍管区（タイ語版）（北部管轄、司令部：ピッサヌローク）
  - 第4歩兵師団（ナコーンサワン、ラムパーンなどに基地）
  - 第7歩兵師団（英語版）（メーリム）
  - 第1装甲師団
  - 第1騎兵師団（ペッチャブーン）
  - 第3開発師団

- 第4軍管区（タイ語版）（南部管轄、司令部：ナコーンシータンマラート）
  - 第5歩兵師団（英語版）（ナコーンシータンマラート）
  - 第15歩兵師団（英語版）（ノーンチック（英語版））
  - 第4開発師団
  - 第4戦闘支援本部

- 特殊作戦部隊
  - 第1特殊作戦師団（ロッブリー）
- 陸軍直属部隊
  - 第16歩兵師団
  - 高射砲師団（バンコク）
  - 工兵連隊
  - 通信部隊
  - 航空隊（注：空軍管轄のものを除く）

その他の機関
以下の機関は陸軍参謀司令部および実戦部隊を補助するためにある機関である。
- 技術
  - 工兵局
  - 信号局
  - 需品局
  - 工作局
  - 武器製造・管理局
  - 輸送局
  - 獣医局
  - 医務局
  - 科学局
  - 兵器局
- 養成・研修
  - 兵学局
  - 陸軍研究所
  - 陸軍士官学校
- その他
  - 予備役局
  - 憲兵局
  - 厚生局
  - 文書局
  - 財務部
  - 監察部
  - 会計検査事務局
  - 航空センター

放送局
タイ陸軍は独自の放送局を持ち、一般に向けて地上波放送をしている。チャンネル番号は5番（TV5;ททบ.5）と7番（BBTV Channel 7）。放送内容に特別な軍事色はなく、タイのその他テレビ局と同じようにドラマやバラエティショーなどの娯楽番組も放送されている。スポーツ中継は多くないが陸軍所有のルンピニー・スタジアムで行われるムエタイの試合を毎週土曜日の夜に放送している。
2013年に開かれたアジア・バレーボールカップ（AVC）の試合中継も、TV5局とBBTV局が放送をした。
又、在外タイ人及び外国人向け全世界に放送するTV5で管轄されるThaiTV Global Network (TGN)もある。
別に、ラジオ放送は中心局で特に規定ではなく各組織に独自で運営する全国放送局は127ヶ局にまとめる。但し、ニュースや全国番組放送の場合によって情報局付属バンコク第2ラジオ放送局（JS2 Radio;จส.2）で代表的に責任する。

## 装備
アメリカを中心とした西側諸国や、中国・ソ連/ロシアの兵器を取り混ぜて運用している。第二次世界大戦中の兵器もごく少数ではあるものの、現在も運用している。

### 火器

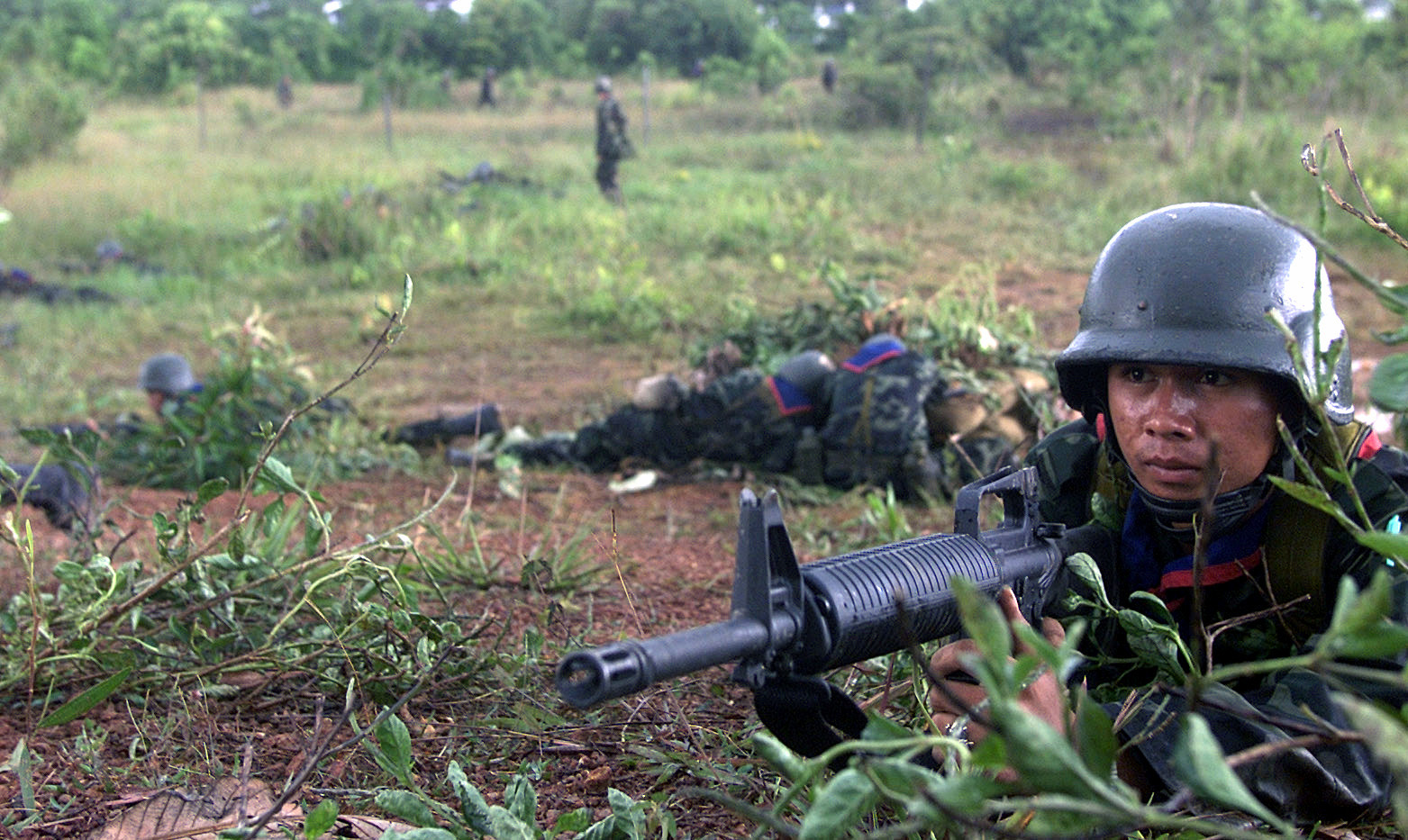
M16A2を携行するタイ陸軍の兵士

#### 拳銃
- コルト・ガバメント = 86式拳銃(ปพ.86)の名でライセンス生産していた。
- ベレッタ 92
- H&K USP = 特殊部隊が採用。
- HS2000 = 特殊部隊が採用。
- Cz75 = 特殊部隊が採用。
- ベレッタM1951
- FN ブローニング・ハイパワー
- SIG SAUER P226
- グロック17
- FN Five-seveN

#### 自動小銃
- M16A1
- M16A2
- H&K HK33E
- IMI タボール
- M1ガーランド = 88式小銃(ปลยบ.88)の名で現地生産されていた。現在は陸軍学校で教練用として使用されている。
- U.S.M1カービン = 87式カービン(ปสบ. 87)の名で現地生産されていた。現在は上記の88式と同じく、陸軍学校で教練用として使用している。

#### 機関銃
- ミニミ軽機関銃
- M60機関銃
- M2重機関銃

#### 対戦車兵器
- M72対戦車ロケット弾
- M47 ドラゴン

#### 火砲
- GHN-45A1 155mm榴弾砲
- ソルタムM71 155mm榴弾砲
- M198 155mm榴弾砲
- M114 155mm榴弾砲
- 59-1式130mm カノン砲
- LG1 Mk.II 105mm榴弾砲
- M101 105mm榴弾砲
- M102 105mm榴弾砲
- M618A2 105mm榴弾砲
- 59式57mm機関砲
- 74式37mm機関砲
- ボフォースL40/70 40mm機関砲
- M167 VADS

### 車両

#### 戦車
- M60A3中戦車
- M48A5中戦車
- 69-II式戦車
- オプロート
- スティングレイ軽戦車
- FV101 スコーピオン軽戦車
- M41 ウォーカー・ブルドッグ軽戦車
- VT-4戦車

#### 装甲車
- M901A3戦車駆逐車
- EE-9 カスカベル装甲偵察車
- M113A1装甲兵員輸送車
- M113A3装甲兵員輸送車
- M113装甲救急車
- M579装甲回収車
- M577A3 コマンドポスト戦闘指揮車
- LAV-150 コマンドウ装甲車
- コンドル装甲兵員輸送車
- 85式装甲兵員輸送車
- RASIT レーダー搭載装甲偵察車両（PASITはフランス製の地上監視レーダー）

#### 非装甲車両

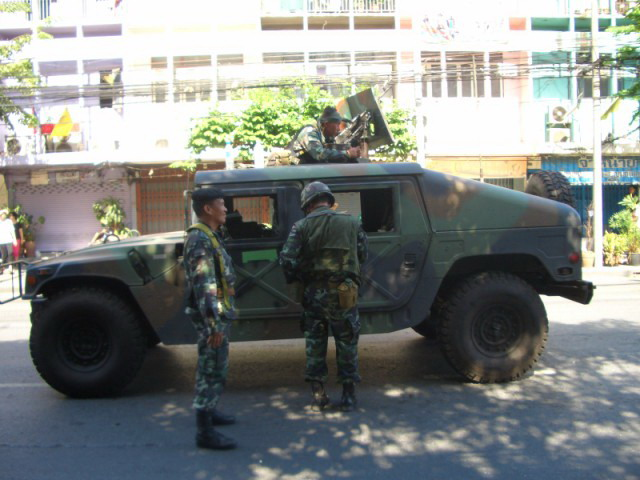
バンコク都内におけるハンヴィー

- ハンヴィー

#### 自走砲
- 85式自走130mm多連装ロケットシステム
- 83式自走122mm多連装ロケットシステム
- M109A2 155mm自走榴弾砲
  - M992自走給弾車
- M163 VADS

### 航空機

#### 無人偵察機
- IAI Searcher

#### ヘリコプター
- AH-1 コブラ
- UH-1
- MH-60 ブラックホーク
- アグスタウエストランド AW139[5]
- エンストロム 480

## 階級
| 日本語                 | タイ語               | 発音                                          | タイ語略式      | 英語                         | 英語略式        |
| ---------------------- | -------------------- | --------------------------------------------- | --------------- | ---------------------------- | --------------- |
| 元帥                   | จอมพล                | チョーム・ポン                                |                 | Field Marshal                | FM              |
| 大将                   | พลเอก                | ポン・エーク                                  | พล.อ.           | General                      | Gen.            |
| 中将                   | พลโท                 | ポン・トー                                    | พล.ท.           | Lieutenant General           | Leut-Gen./LTG   |
| 少将                   | พลตรี                 | ポン・トリー                                  | พล.ต.           | Major General                | Maj-Gen./MG     |
| 特別大佐 （「准将」※） | พันเอกพิเศษ （พลจัตวา） | パン・エーク・ピセート （ポン・チャッタワー） | พ.อ.พ. （พล.จ） |                              |                 |
| 大佐                   | พันเอก                | パン・エーク                                  | พ.อ.            | Colonel                      | Col./COL        |
| 中佐                   | พันโท                 | パン・トー                                    | พ.ท.            | Lieutenant Colonel           | Leut-Col./LTC   |
| 少佐                   | พันตรี                 | パン・トリー                                  | พ.ต.            | Major Colonel                | Maj-Col./MC     |
| 大尉                   | ร้อยเอก               | ローイ・エーク                                | ร.อ.            | Captain                      | Capt./CPT       |
| 中尉                   | ร้อยโท                | ローイ・トー                                  | ร.ท.            | First Lieutenant             | 1st-Lt./1LT     |
| 少尉                   | ร้อยตรี                | ローイ・トリー                                | ร.ต.            | Second Lieutenant            | 2nd-Lt./2LT     |
| 特務曹長               | จ่าสิบเอกพิเศษ          | チャー・シップ・エーク・ピセート              | จ.ส.อ.พ.        | Sergeant Major               | Sgt-Maj./SGM    |
| 一等曹長               | จ่าสิบเอก              | チャー・シップ・エーク                        | จ.ส.อ.          | Master Sergeant First Class  | 1 MSGT          |
| 二等曹長               | จ่าสิบโท               | チャー・シップ・トー                          | จ.ส.ท.          | Master Sergeant Second Class | 2 MSGT          |
| 三等曹長               | จ่าสิบตรี               | チャー・シップ・トリー                        | จ.ส.ต.          | Master Sergeant Third Class  | 3 MSGT          |
| 軍曹                   | สิบเอก                | シップ・エーク                                | ส.อ.            | Sergent                      | Sgt./SGT        |
| 伍長                   | สิบโท                 | シップ・トー                                  | ส.ท.            | Corporal                     | Cpl./CPL        |
| 兵長                   | สิบตรี                 | シップ・トリー                                | ส.ต.            | Lance Corporal               | Lance-CPL./LCPL |
| 歩兵                   | พลทหาร               | ポン・タハーン・ボック                        | พลฯ             | Private                      | Pte./PVT        |

※現在すでに廃止されている。